# Расдорф
Расдорф (њем. Rasdorf) општина је у њемачкој савезној држави Хесен. Једно је од 23 општинска средишта округа Фулда. Према процјени из 2010. у општини је живјело 1.814 становника. Посједује регионалну шифру (AGS) 6631022.

## Географски и демографски подаци
Расдорф се налази у савезној држави Хесен у округу Фулда. Општина се налази на надморској висини од 332 метра. Површина општине износи 30,1 km². У самом мјесту је, према процјени из 2010. године, живјело 1.814 становника. Просјечна густина становништва износи 60 становника/km².

## Међународна сарадња
| Мјесто    | Држава   | Врста сарадње | Од    |
| --------- | -------- | ------------- | ----- |
| Химешхаза | Мађарска | партнерство   | 1989. |
| Извор     |          |               |       |